# العلاقات الغامبية المالية
العلاقات الغامبية المالية هي العلاقات الثنائية التي تجمع بين غامبيا ومالي.

## مقارنة بين البلدين
هذه مقارنة عامة ومرجعية للدولتين:
| وجه المقارنة                                              | غامبيا       | مالي            |
| --------------------------------------------------------- | ------------ | --------------- |
| المساحة (كم2)                                             | 11.30 ألف    | 1.24 مليون      |
| عدد السكان (نسمة)                                         | 2.10 مليون   | 18.54 مليون     |
| الكثافة السكانية (ن./كم²)                                 | 185.84       | 14.95           |
| العاصمة                                                   | بانجول       | باماكو          |
| اللغة الرسمية                                             | لغة إنجليزية | لغة فرنسية      |
| العملة                                                    | دالاسي غامبي | فرنك غرب أفريقي |
| الناتج المحلي الإجمالي (بليون دولار)                      | 1.01 مليار   | 15.29 مليار     |
| الناتج المحلي الإجمالي (تعادل القوة الشرائية) بليون دولار | 3.34 مليار   | 35.69 مليار     |
| الناتج المحلي الإجمالي الاسمي للفرد دولار أمريكي          | 471          | 724             |
| الناتج المحلي الإجمالي للفرد دولار أمريكي                 |              | 1.60 ألف        |
| مؤشر التنمية البشرية                                      | 0.441        | 0.419           |
| رمز المكالمات الدولي                                      | +220         | +223            |
| رمز الإنترنت                                              | .gm          | .ml             |
| المنطقة الزمنية                                           | 00           | 00              |

## مدن متوأمة
في ما يلي قائمة باتفاقيات التوأمة بين مدن غامبية ومالية:
- ترتبط بانجول مع باماكو باتفاقية توأمة منذ 1997.

## منظمات دولية مشتركة
يشترك البلدان في عضوية مجموعة من المنظمات الدولية، منها:
| علم المنظمة | اسم المنظمة                                                | تاريخ انضمام غامبيا | تاريخ انضمام مالي |
| ----------- | ---------------------------------------------------------- | ------------------- | ----------------- |
|             | البنك الإفريقي للتنمية                                     | ?                   | ?                 |
|             | منظمة التعاون الإسلامي                                     | ?                   | ?                 |
|             | منظمة الشرطة الجنائية الدولية                              | ?                   | ?                 |
|             | الاتحاد البريدي العالمي                                    | ?                   | ?                 |
|             | الاتحاد الأفريقي                                           | ?                   | ?                 |
|             | العملية المشتركة للاتحاد الأفريقي والأمم المتحدة في دارفور | ?                   | ?                 |
|             | منظمة التجارة العالمية                                     | ?                   | ?                 |
|             | مؤسسة التنمية الدولية                                      | 18 أكتوبر 1967      | 27 سبتمبر 1963    |
|             | مؤسسة التمويل الدولية                                      | 19 سبتمبر 1983      | 9 مايو 1978       |
|             | منظمة حظر الأسلحة الكيميائية                               | ?                   | ?                 |
|             | الأمم المتحدة                                              | 21 سبتمبر 1965      | 28 سبتمبر 1960    |
|             | الاتحاد الدولي للاتصالات                                   | 27 مايو 1974        | 21 أكتوبر 1960    |
|             | البنك الدولي للإنشاء والتعمير                              | 18 أكتوبر 1967      | 27 سبتمبر 1963    |
|             | مجموعة دول أفريقيا والكاريبي والمحيط الهادئ                | ?                   | ?                 |
|             | المركز الدولي لتسوية المنازعات الاستشارية                  | 26 يناير 1975       | 2 فبراير 1978     |
|             | وكالة ضمان الاستثمار متعدد الأطراف                         | 11 سبتمبر 1992      | 22 أكتوبر 1992    |
|             | يونسكو                                                     | 1 أغسطس 1973        | 7 نوفمبر 1960     |

## وصلات خارجية
- موقع وزارة الخارجية الغامبية